# Parc d'État de Fort Stevenson
Le parc d'État de Fort Stevenson est un parc situé dans le Comté de McLean dans le Dakota du Nord.
D'une superficie de 222 ha, Il occupe une péninsule au nord du Lac Sakakawea. Il est situé à une altitude de 574 m. Il a été établi en 1974.
Les visiteurs peuvent y voir une reconstitution du Fort Stevenson (en), un ouvrage militaire du XIXe siècle auquel le parc doit son nom.